# Dodge Neon SRT-4
Dodge Neon SRT-4 — спортивный автомобиль производства американской компании Dodge, принадлежащей концерну Chrysler Corporation.

## История
Автомобиль Dodge Neon SRT-4 был представлен в 2003 году. После Dodge Viper, это второй по счёту спортивный автомобиль. В 2004 году индекс PVO был заменён на SRT.
Изначально компания Dodge планировала выпускать по 2500 автомобилей в год, однако за два года производства было выпущено более 25000 автомобилей. В 2004 году индекс Neon был отсечён. 
Производство завершилось в 2005 году.

## Галерея

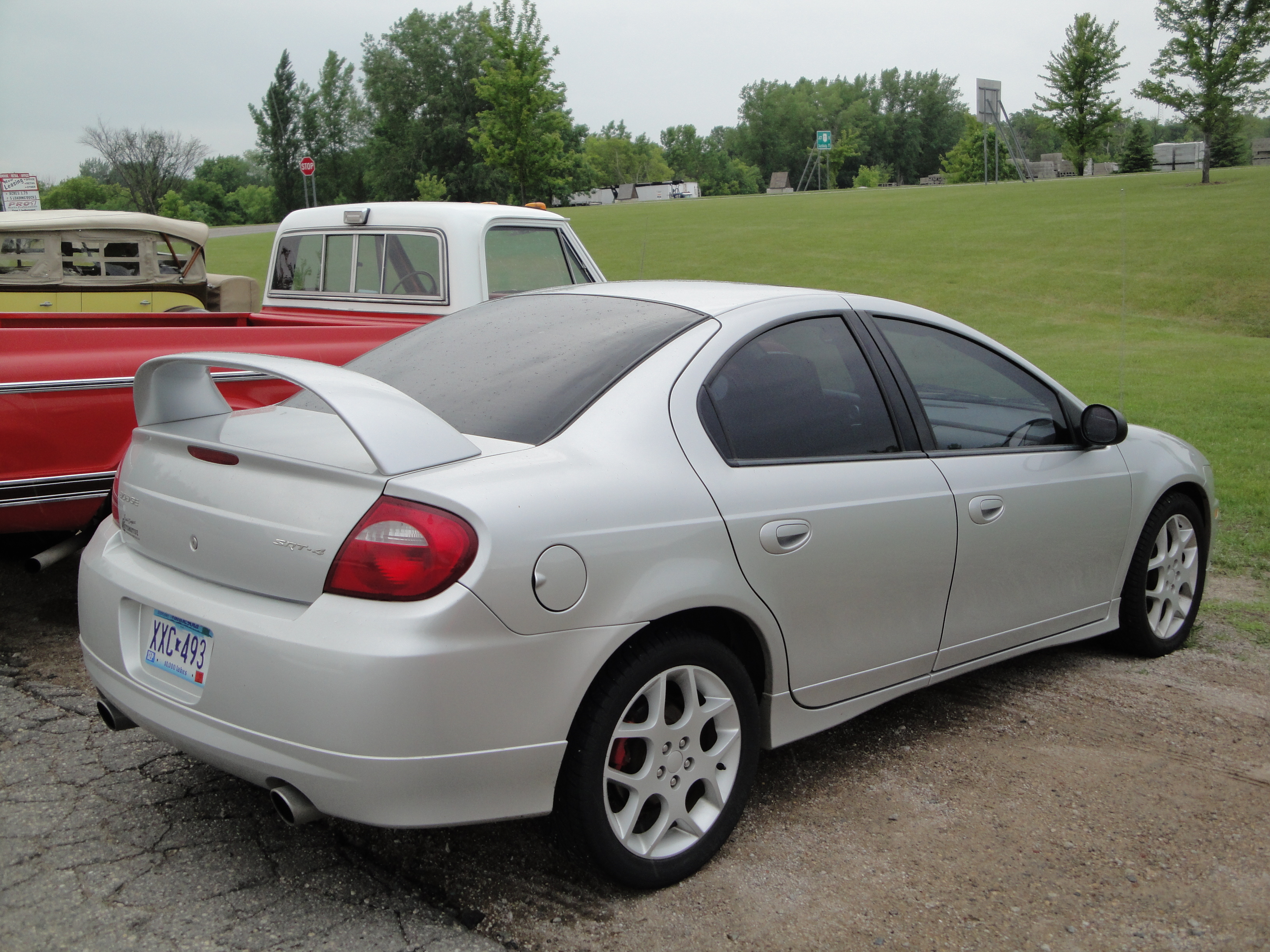
Вид сзади
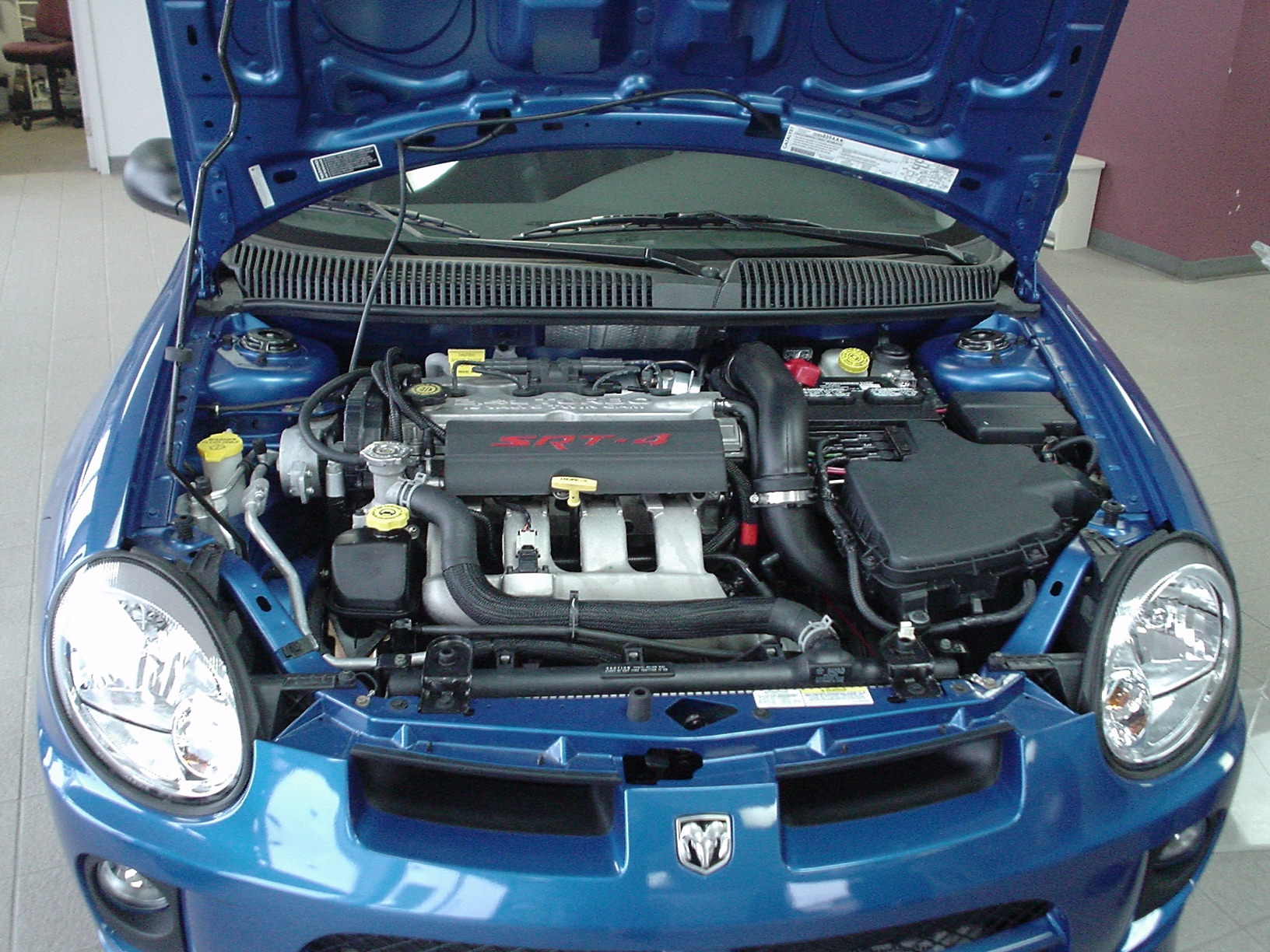
Dodge SRT-4
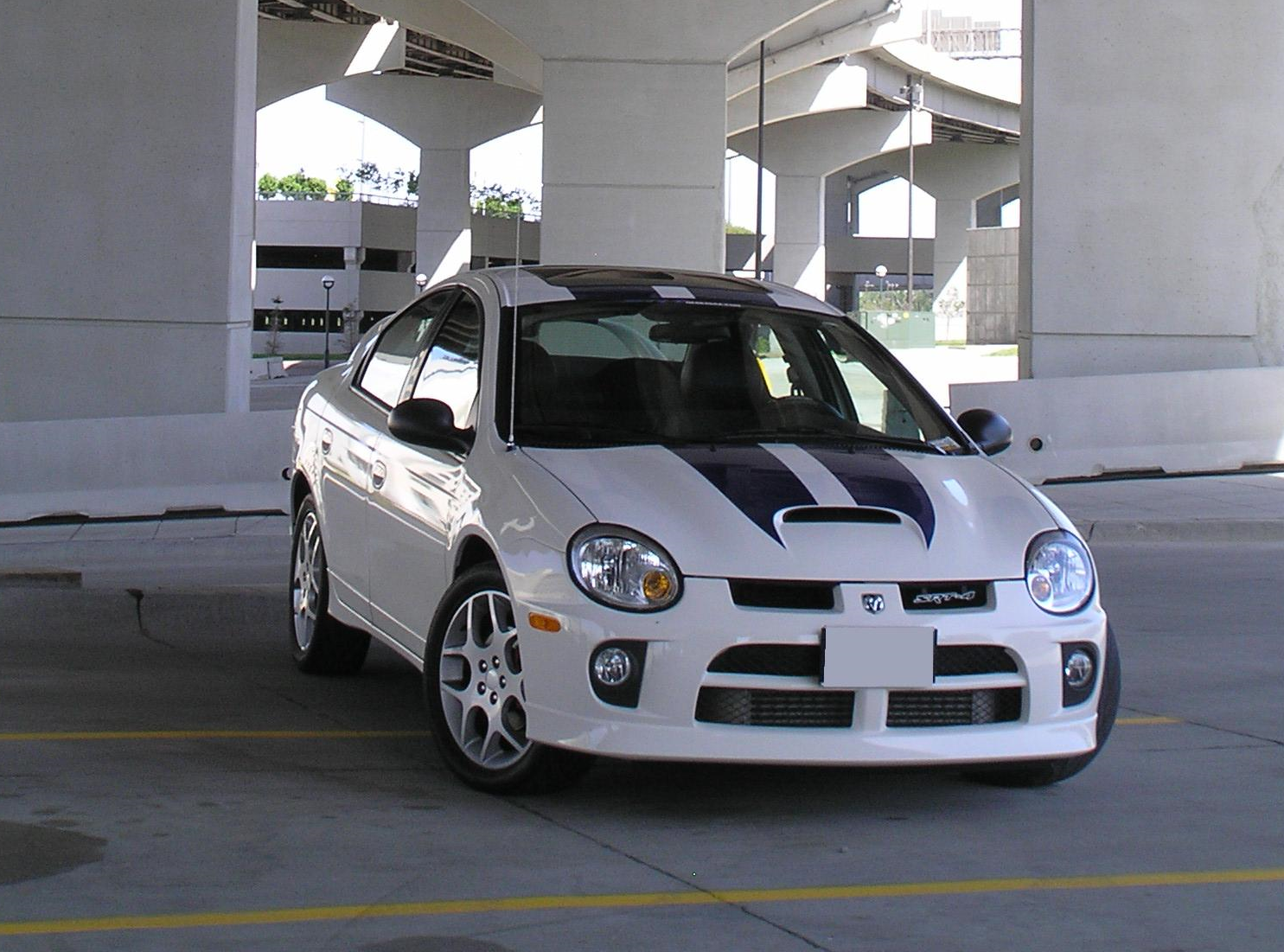
Dodge SRT-4
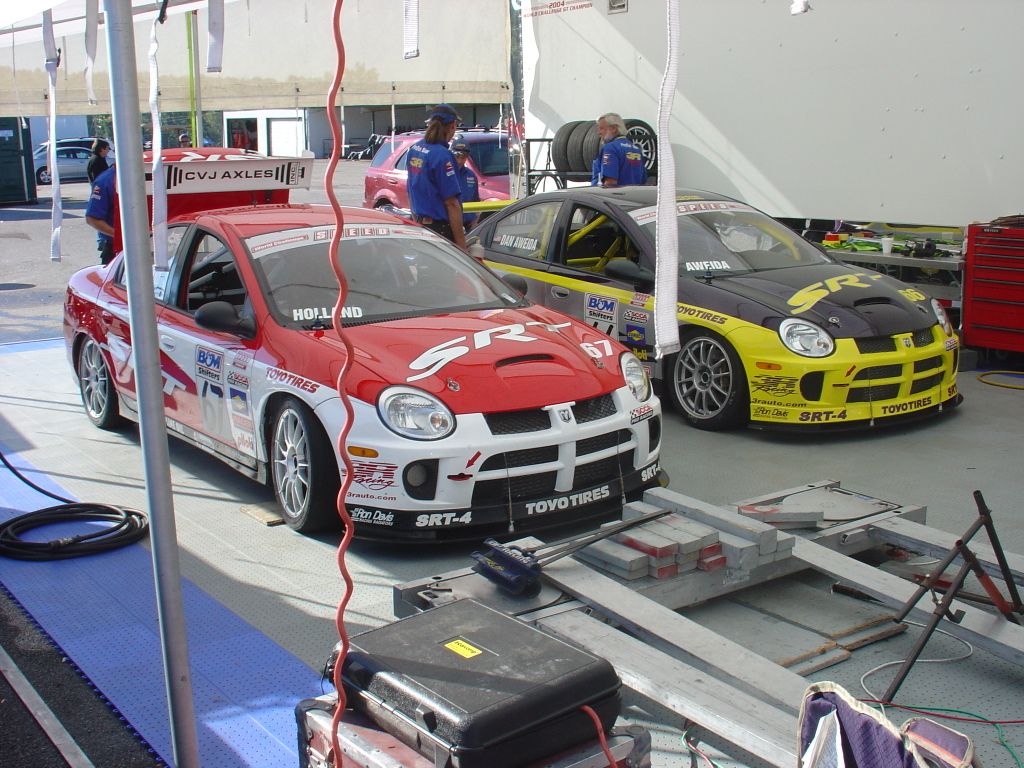
Автомобили Роба Холланда и Дэна Авейды